# Shaun Bartlett
Shaun Bartlett, född 31 oktober 1972 i Kapstaden, är en sydafrikansk före detta fotbollsspelare som sedan 2012 är assisterande tränare i Golden Arrows.

## Klubbkarriär
Shaun Bartlett slog igenom i Cape Town Spurs innan han flyttade till amerikanska Colorado Rapids 1996. I juli 1997 blev han dock bortbytt till MetroStars. Bartlett lämnade MLS samma år då han återvände till Cape Town Spurs. 1998 flyttade han till FC Zürich, där han gjorde 27 mål på 77 matcher. Under vinteruppehållet 2000 blev han utlånad till Charlton Athletic, ett lån som gjordes permanent i maj 2001. Samma år gjorde han även "Årets mål" i Premier League. Under sommaren 2006 lämnade Bartlett Charlton och återvände till Sydafrika för spel med Kaizer Chiefs. Efter två år i Kaizer Chiefs så gjorde han åtta matcher för Bloemfontein Celtic innan han avslutade karriären.

## Internationell karriär
Shaun Bartlett gjorde sin landslagdebut för Sydafrika i en vänskapsmatch mot Lesotho 26 april 1995. Med sina 28 landslagsmål är han den som har gjort näst flest mål någonsin för Sydafrika efter Benni McCarthy. Bartlett har deltagit i Afrikanska mästerskapet tre gånger; 1996, 2000 och 2002. Han deltog även i VM 1998 där han gjorde Sydafrikas båda mål i 2-2-matchen mot Saudiarabien.

### Landskampsmål
| Nr | Datum      | Spelplats               | Motståndare     | Mål | Resultat | Tävling                           |
| -- | ---------- | ----------------------- | --------------- | --- | -------- | --------------------------------- |
| 1  | 1995-11-24 | Mmabatho, Sydafrika     | Egypten         | 2-0 | 2-0      | Four Nations Cup                  |
| 2  | 1995-11-26 | Johannesburg, Sydafrika | Zimbabwe        | 1-0 | 2-0      | Four Nations Cup                  |
| 3  | 1995-11-26 | Johannesburg, Sydafrika | Zimbabwe        | 2-0 | 2-0      | Four Nations Cup                  |
| 4  | 1996-01-31 | Johannesburg, Sydafrika | Ghana           | 2-0 | 3-0      | Afrikanska mästerskapet           |
| 5  | 1996-06-15 | Johannesburg, Sydafrika | Malawi          | 1-0 | 3-0      | VM-kval                           |
| 6  | 1996-06-15 | Johannesburg, Sydafrika | Malawi          | 3-0 | 3-0      | VM-kval                           |
| 7  | 1997-10-11 | Lens, Frankrike         | Frankrike       | 1-0 | 1-2      | Vänskapsmatch                     |
| 8  | 1998-05-20 | Johannesburg, Sydafrika | Zambia          | 1-1 | 1-1      | Vänskapsmatch                     |
| 9  | 1998-06-24 | Bordeaux, Frankrike     | Saudiarabien    | 1-0 | 2-2      | VM 1998                           |
| 10 | 1998-06-24 | Bordeaux, Frankrike     | Saudiarabien    | 2-2 | 2-2      | VM 1998                           |
| 11 | 1998-10-03 | Johannesburg, Sydafrika | Angola          | 1-0 | 1-0      | Kval till Afrikanska mästerskapet |
| 12 | 1999-02-27 | Mabopane, Sydafrika     | Gabon           | 3-1 | 4-1      | Kval till Afrikanska mästerskapet |
| 13 | 2000-01-23 | Kumasi, Ghana           | Gabon           | 2-1 | 3-1      | Afrikanska mästerskapet 2010      |
| 14 | 2000-01-23 | Kumasi, Ghana           | Gabon           | 3-1 | 3-1      | Afrikanska mästerskapet 2010      |
| 15 | 2000-01-27 | Kumasi, Ghana           | Kongo-Kinshasa  | 1-0 | 1-0      | Afrikanska mästerskapet 2010      |
| 16 | 2000-02-02 | Kumasi, Ghana           | Algeriet        | 1-0 | 1-1      | Afrikanska mästerskapet 2010      |
| 17 | 2000-02-12 | Accra, Ghana            | Tunisien        | 1-0 | 2-2      | Afrikanska mästerskapet 2010      |
| 18 | 2000-04-08 | Maseru, Lesotho         | Lesotho         | 1-0 | 2-0      | VM-kval                           |
| 19 | 2000-04-23 | Bloemfontein, Sydafrika | Lesotho         | 1-0 | 1-0      | VM-kval                           |
| 20 | 2000-12-16 | Johannesburg, Sydafrika | Liberia         | 1-0 | 2-1      | Kval till Afrikanska mästerskapet |
| 21 | 2001-01-27 | Rustenburg, Sydafrika   | Burkina Faso    | 1-0 | 1-0      | VM-kval                           |
| 22 | 2001-05-05 | Johannesburg, Sydafrika | Zimbabwe        | 1-0 | 2-1      | VM-kval                           |
| 23 | 2001-11-10 | Johannesburg, Sydafrika | Egypten         | 1-0 | 1-0      | Nelson Mandela Challenge          |
| 24 | 2002-11-19 | Johannesburg, Sydafrika | Senegal         | 1-0 | 1-1      | Nelson Mandela Challenge          |
| 25 | 2003-06-22 | Polokwane, Sydafrika    | Elfenbenskusten | 1-0 | 2-1      | Kval till Afrikanska mästerskapet |
| 26 | 2004-07-03 | Johannesburg, Sydafrika | Burkina Faso    | 2-0 | 2-0      | VM-kval                           |
| 27 | 2004-11-17 | Johannesburg, Sydafrika | Nigeria         | 1-0 | 2-1      | Nelson Mandela Challenge          |
| 28 | 2005-09-07 | Bremen, Tyskland        | Tyskland        | 1-1 | 2-4      | Vänskapsmatch                     |

## Meriter

### Klubblag
FC Zürich
- Schweiziska cupen: 2000

Kaizer Chiefs
- Telkom Knockout: 2007
- MTN 8: 2008

### Landslag
Sydafrika
- Afrikanska mästerskapet: 1996